# Jacques-Louis David
Jacques-Louis David (30. srpna 1748, Paříž – 29. prosince 1825, Brusel) byl francouzský neoklasicistní malíř. David se později stal aktivním podporovatelem francouzské revoluce a Maximiliána Robespierra. Napoleon jej jmenoval dvorním malířem; po jeho pádu roku 1816 musel David opustit Francii a posledních sedm let svého života strávil v Belgii. Mezi jeho početné žáky patřil i Jean Auguste Dominique Ingres.

## Život
Jacques-Louis David se narodil v Paříži 30. srpna 1748, v rodině zámožného kupce Louise Maurice Davida a Marie Genévive Davidové. V roce 1757 mu při souboji zemřel otec, a proto se o něj staral attický malíř a zástupce tzv. neopoussinismu Joseph Maria Vien. Na konzervatoři se mladý David intenzivně zajímal o klasické kreslení. Maloval svoje první skici a studie. Přátelil se s filozofem a literárním historikem Michelem Jeanem Sedainem. David u něj bydlel od roku 1768. V roce 1770 se pokusil získat římskou cenu, ale prohrál. Cenu se mu podařilo získat až v roce 1774 a v očekávání odjel do Itálie. Řím ho doslova nadchnul. Strávil zde šest let a za tu dobu namaloval mnoho vynikajících skic podle soch a podle italských maleb, zvláště bolognských. V roce 1779 navštívil Pompeje a Herkulaneum. Zde ho nadchla antika a právě ta rozhodla o jeho budoucnosti. Uchvátily ho také obrazy tehdy slavného Skota Gavina Hamiltona. V roce 1781 se vrátil do Paříže a na salonu vystavil obraz Belisar prosící o almužnu a Patroklův pohřeb (Les funérailles de Patrocle). Úspěch na sebe nenechal dlouho čekat a už v roce 1783 byl přijat do Akademie.

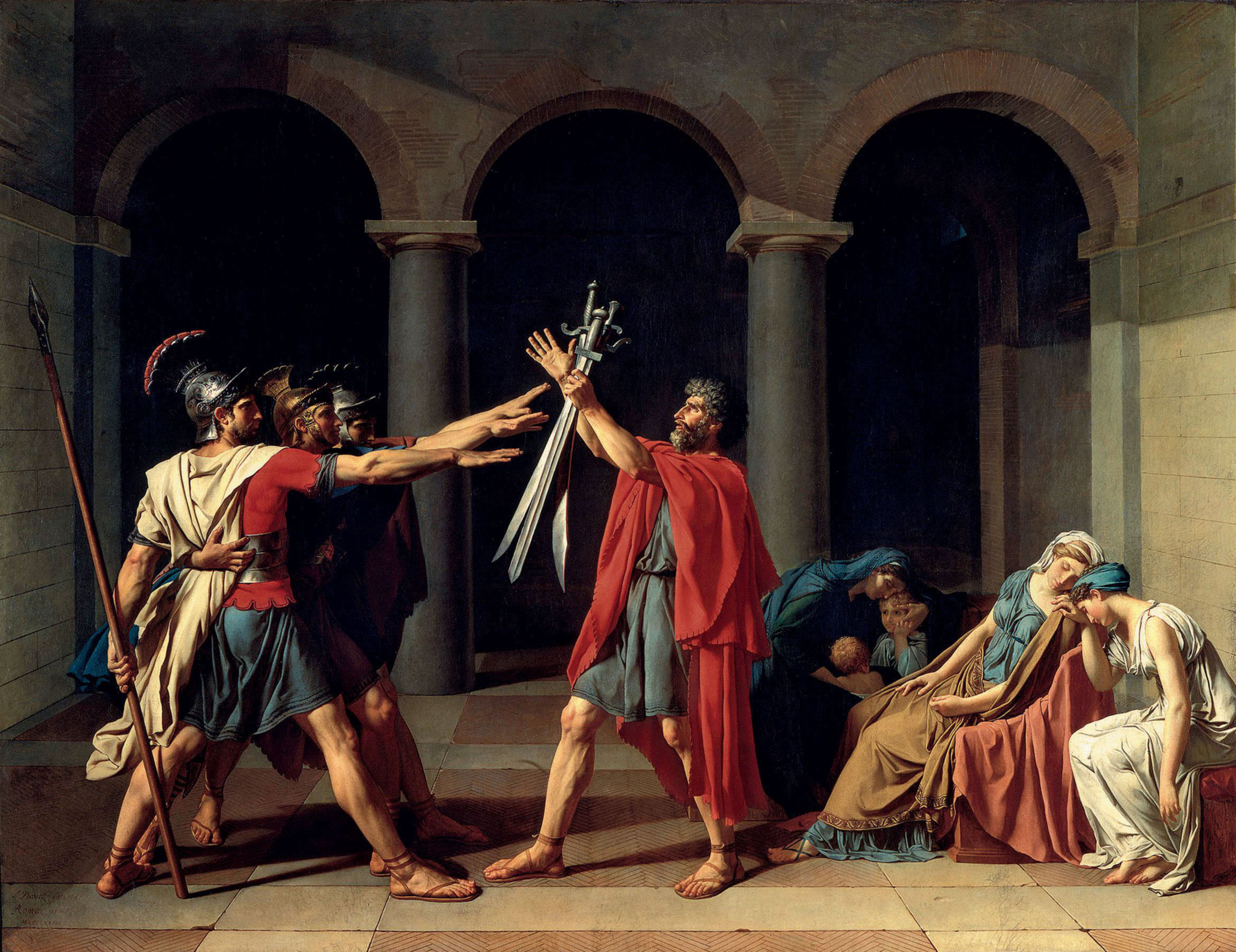
Přísaha Horatiů, 1784

Všechny tyto pocty nejsou nic proti tomu, jaký ohlas vzbudil v Salonu jeho obraz Přísaha Horatiů. Tento obraz se stal jakoby malířskou manifestací k Francouzské revoluci. David se stal profesorem na Akademii, a jeho žák Jean Germain Drouais (1763-1788) získal Římskou cenu (Prix de Rome). Byl to úspěch a David se se svým žákem vydal znovu do Říma. Tam Drouais namaloval svého Marina v Minturnes, který je dnes v Louvru. V roce 1787 měl Davidův Sokrates veliký ohlas na Salonu. Začátek následujícího roku byl tragický. Jean Germain Drouais zemřel na neštovice. David přijal jeho smrt se slovy „Bude mi chybět impuls k práci“.
Následující rok byl velmi dramatický. Vypukla Francouzská revoluce. David se klonil na stranu revolucionářů a podporoval Konvent. Stal se horlivým příznivcem Robespierra. Byl také jedním ze členů Výboru pro všeobecnou bezpečnost. Po thermidorském převratu (27. července 1794) byl na čas uvězněn. Ve vězení měl čas promýšlet budoucí koncepci obrazu Únos Sabinek (1799–1800). Když byl propuštěn, byl fascinován svým novým idolem – Napoleonem Bonapartem. Již první sezení malíři postačilo, aby v něm viděl své božstvo. Napoleon ho jmenoval svým dvorním malířem. David namaloval k jeho poctě řadu dalších obrazů, jako Napoleonova korunovace, či Rozdílení orlů.

Po návratu Bourbonů musel David zaplatit za svou minulost královraha a ilustrátora napoleonské epopeje. Odešel do vyhnanství v Bruselu. V Belgii byl nucen zůstat až do své smrti.
Jednoho únorového večera roku 1824 ho srazil povoz ve chvíli, kdy vycházel z divadla. Zdraví se mu již nevrátilo. Zemřel 29. prosince 1825. Jeho příbuzní požádali o převoz těla do bývalé vlasti, jejich žádost však byla zamítnuta. Kvůli revolucionářské minulosti, při níž i na jeho rukou ulpěla krev nevinných lidí, mu Francie zůstala zapovězena i po smrti.

## Dílo
V době, kdy David studoval u Viena, nepředstavoval pro něj mistrův klasicismus jediný vzor. Jeho rané obrazy jsou spíše ovlivněny barokem a Boucherovými rokokovými díly. Ve svém hledání se umělec inspiroval mimo jiné pracemi, které namaloval Pierre Peyron (1744–1814), který byl rovněž stipendistou Francouzské akademie v Římě. V této době David rovněž vytvořil dílo Přísaha Horatiů. Další díla z tohoto období jsou: Portrét Stanislawa Kostky Potockeho z roku 1781, Belisar z téhož roku, nebo úchvatný obraz Andromaché truchlící nad Hektorovým tělem z roku 1783.

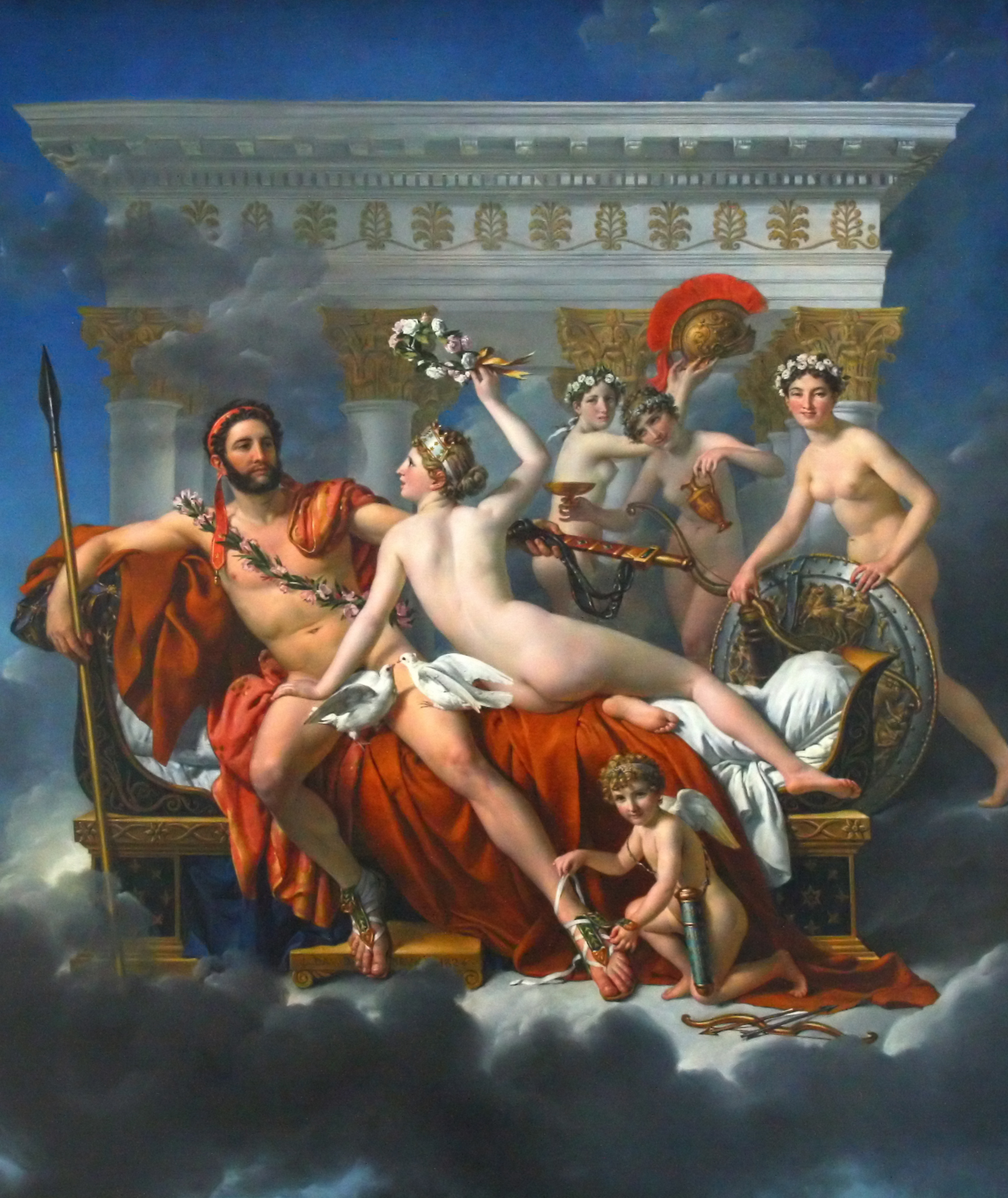
Mars odzbrojen Venuší (1824)

Těsně před revolucí roku 1789 namaloval David obraz Liktoři přinášející Brutovi mrtvoly jeho synů. Tento obraz se opět setkal s nemalým věhlasem, i když proti jeho umístění na Salon v srpnu 1789 protestovali někteří členové od dvora. Když vypukla revoluce, Davida zcela pohltila politika. V roce 1790 vytvořil velkou kresbu na námět Přísaha v míčovně, ale výsledný obraz nedokončil, neboť mnoho osob, které zde chtěl zobrazit, bylo později za své politické názory vyhnáno, nebo popraveno. Roku 1793 vytvořil svůj pravděpodobně nejslavnější obraz Zavražděný Marat (Musée Royaux, Brusel). V červenci 1793 Marata zavraždila Charlotte Cordayová, jež tímto způsobem chtěla zamezit dalším masovým popravám, osnovaných paranoidním tyranem. David byl Maratovými stoupenci požádán, aby namaloval obraz mrtvého despoty jako manifest „nezdolnosti revolucionářského ducha“. Tímto obrazem David jednak vnesl Marata do povědomí národa jako mučedníka, dále jím pak výrazně ovlivnil svoji vlastní budoucnost.
Marat leží zavražděný ve vaně. Na jeho stolku spočívá dopis od Cordayové. Druhá ruka je bezvládně spadlá a drží pero. Charles Baudelaire, jeden z největších moderních básníků o tomto díle napsal: Je v tom drama pulzující srdceryvnou hrůzou, ale jakýmsi zvláštním působením zůstává onen obraz, jenž je Davidovým veledílem a zároveň i jedním z nejzajímavějších příkladů moderního umění, nezasažen jakoukoli trivialitou nebo čímsi neušlechtilým... Je to potrava silných, ale i triumf ducha, obraz krutý jako příroda sama, a přece má v sobě aróma ideálu.
V roce 1794 se David dostal do vězení kvůli tomu, že byl fanatickým stoupencem Robespierra. Ve vězení namaloval svůj autoportrét, kde se chtěl zpodobnit jako umělec, nikoli jako politik. Ve vězení namaloval také svou jedinou krajinu, pohled na Lucemburskou zahradu.
V roce 1799 se setkal s generálem Napoleonem Bonapartem, a vytvořil tři jeho portréty, první z roku 1799, druhý z roku 1800 a třetí, poslední z roku 1812. V roce 1807 namaloval David svůj hlavní historický obraz, Napoleonova korunovace. Dílo se Davidovi mimořádně zdařilo. Dílo nalezlo svůj vzor v cyklu Marie Medicejské a Jindřicha XIV. jehož autorem byl vlámský malíř Rubens. Překvapení nad hotovým dílem vyjádřil i císař. V roce 1808 prohlásil: To není jen obraz, hýbají se tu živí lidé. Napoleonova korunovace má především hodnotu historického dokumentu, ovšem statičností celé kompozice se vzdaluje novoklasicistní estetice. Chybí tu napětí, tolik charakteristické pro neoklasicistní teatrálnost. Na rozdíl od Přísahy Horaciů a Únosu Sabinek zde David čerpal hlavně z římské, nikoli z řecké tradice. V roce 1810 vytvořil ještě obraz Rozdílení orlů.
V roce 1814 se vrátil k motivu starověku ještě jednou, v obraze Leónidás u Thermopyl. V Bruselu, kam David v roce 1815 po porážce Napoleona uprchl, se věnoval především portrétům. Vytvořil zde podobizny Emmanuela Sieyèse a Julie Villeneuve.

## Galerie

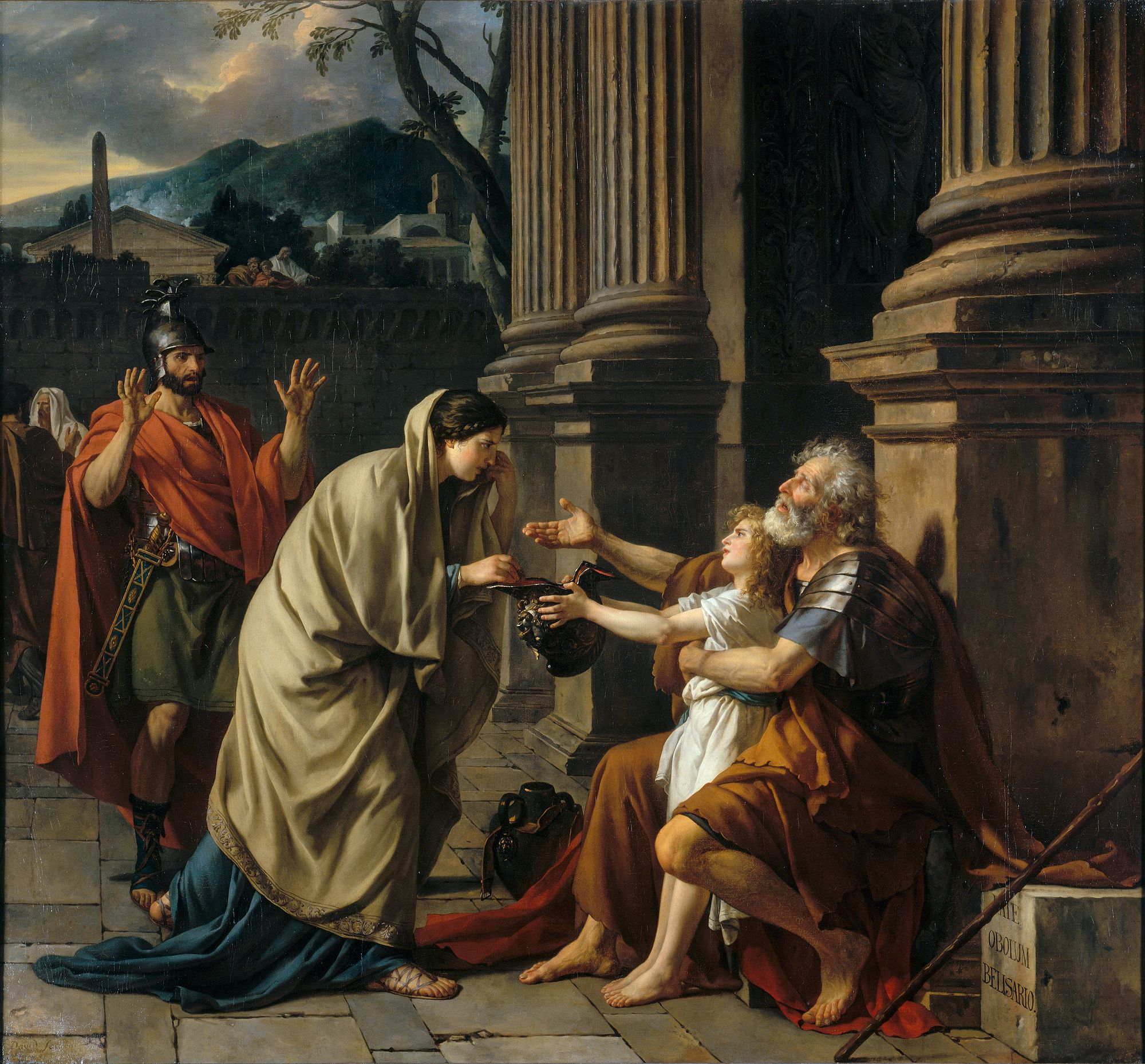
Byzantský vojevůdce Belisar (1781)
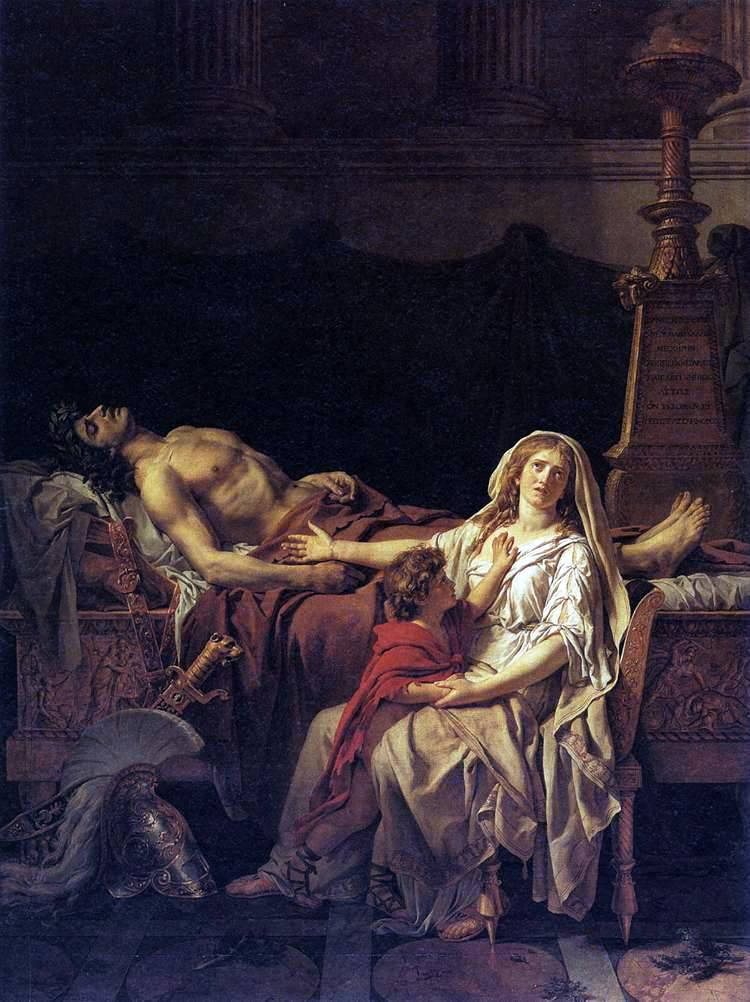
Andromaché truchlí za Hektóra (1783)
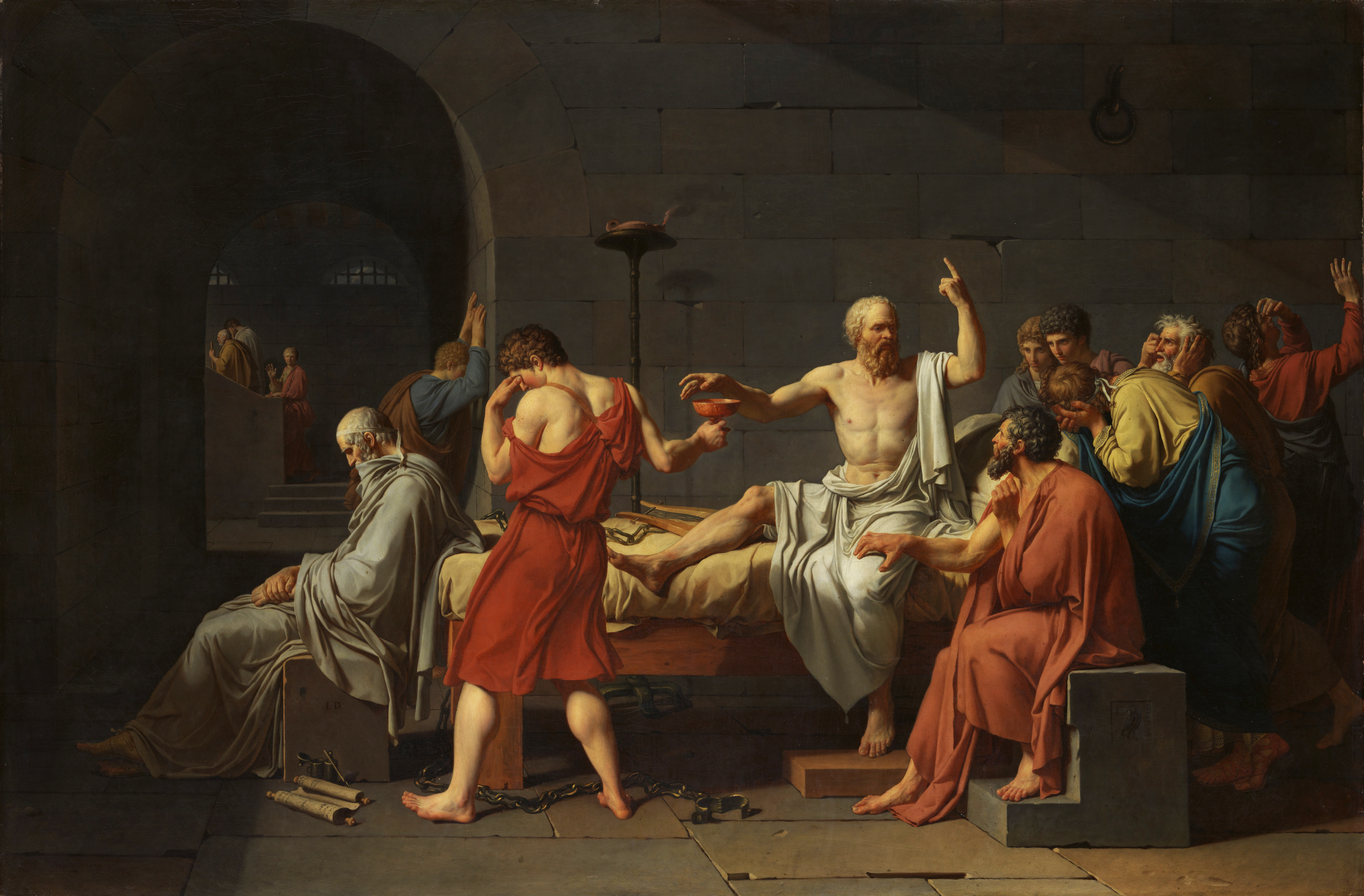
Smrt Sokratova (1787)
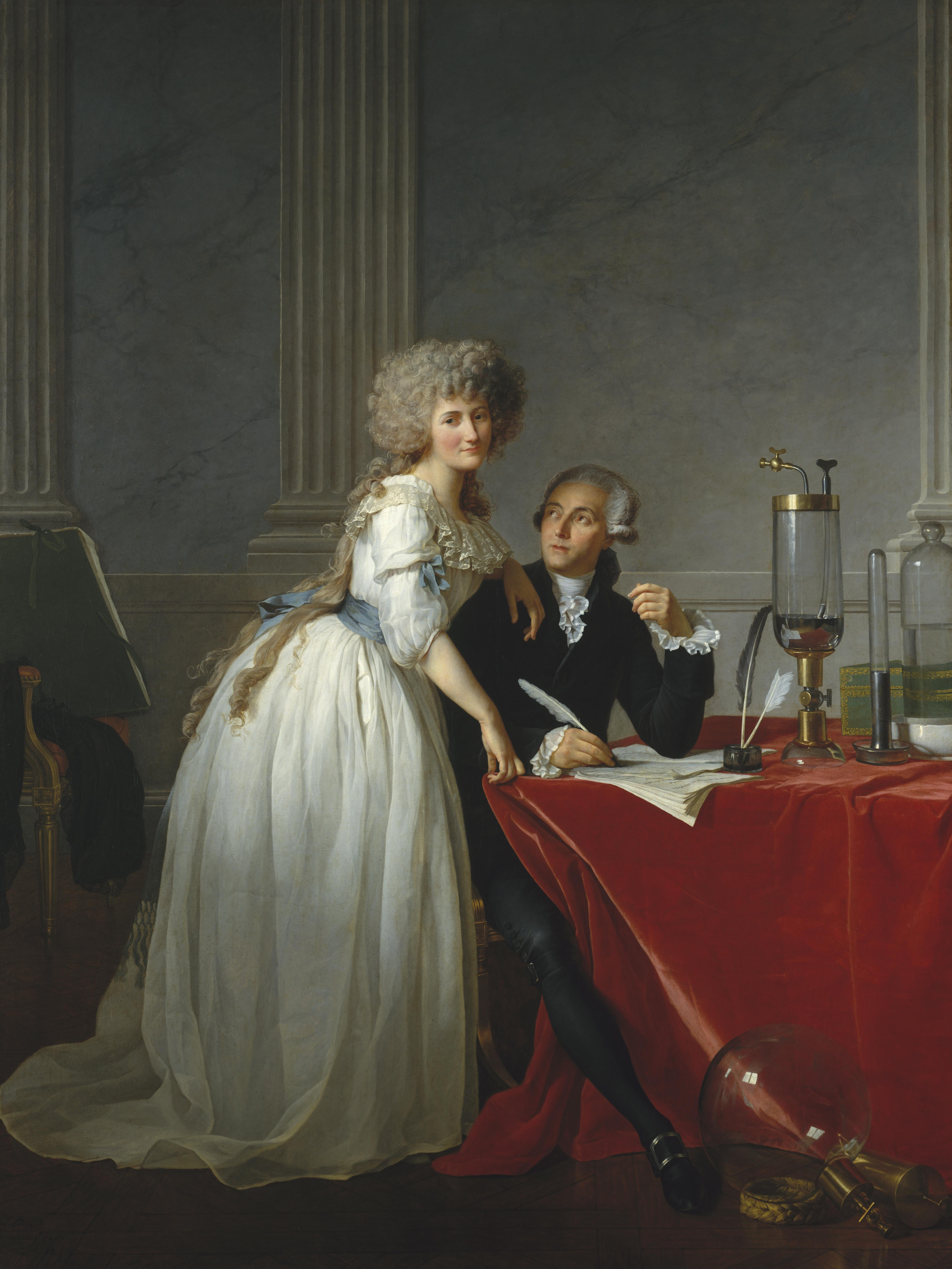
Portrét Antoine Lavoisiera a jeho ženy (1788)
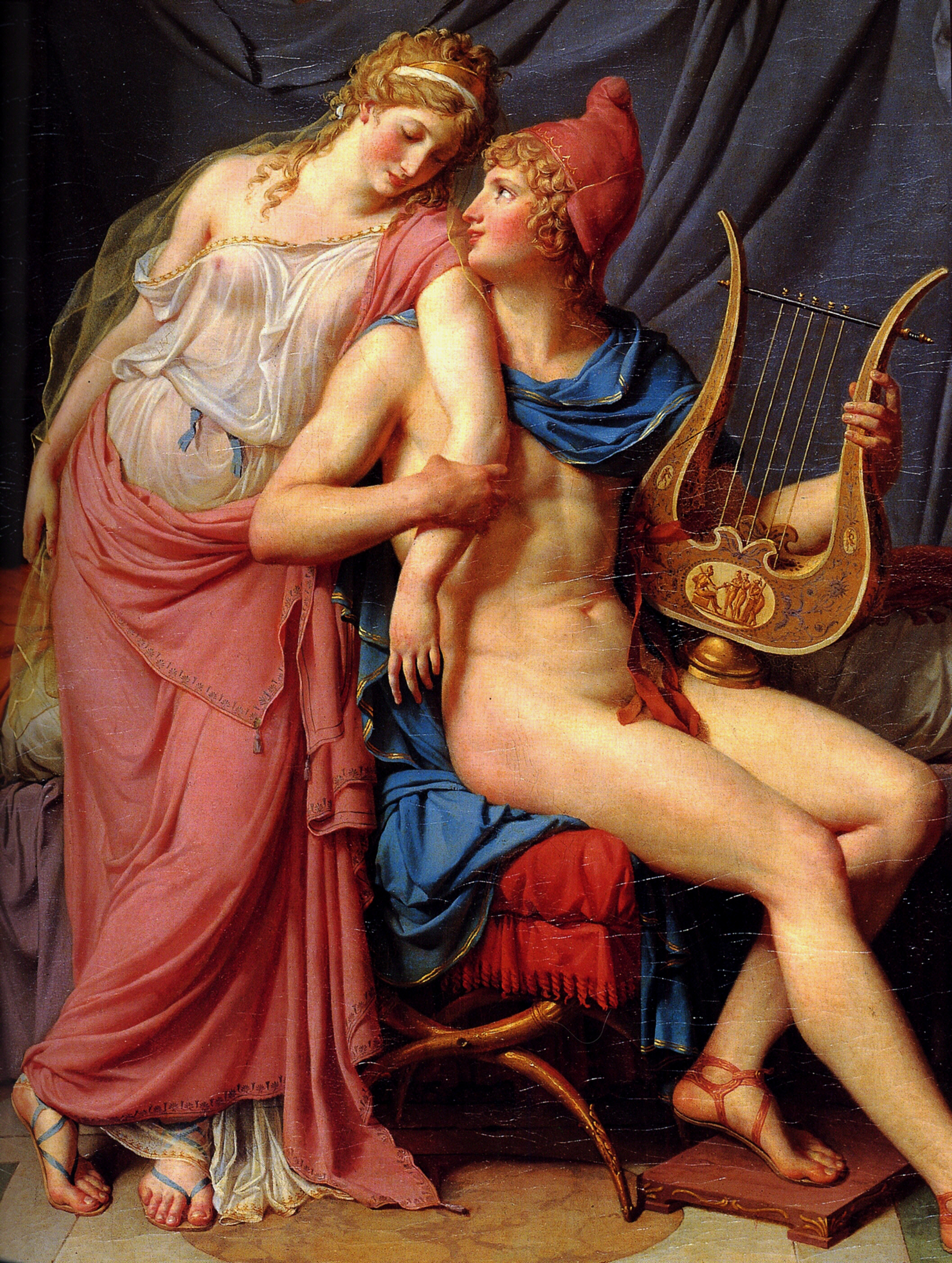
Paris a Helena (1788)
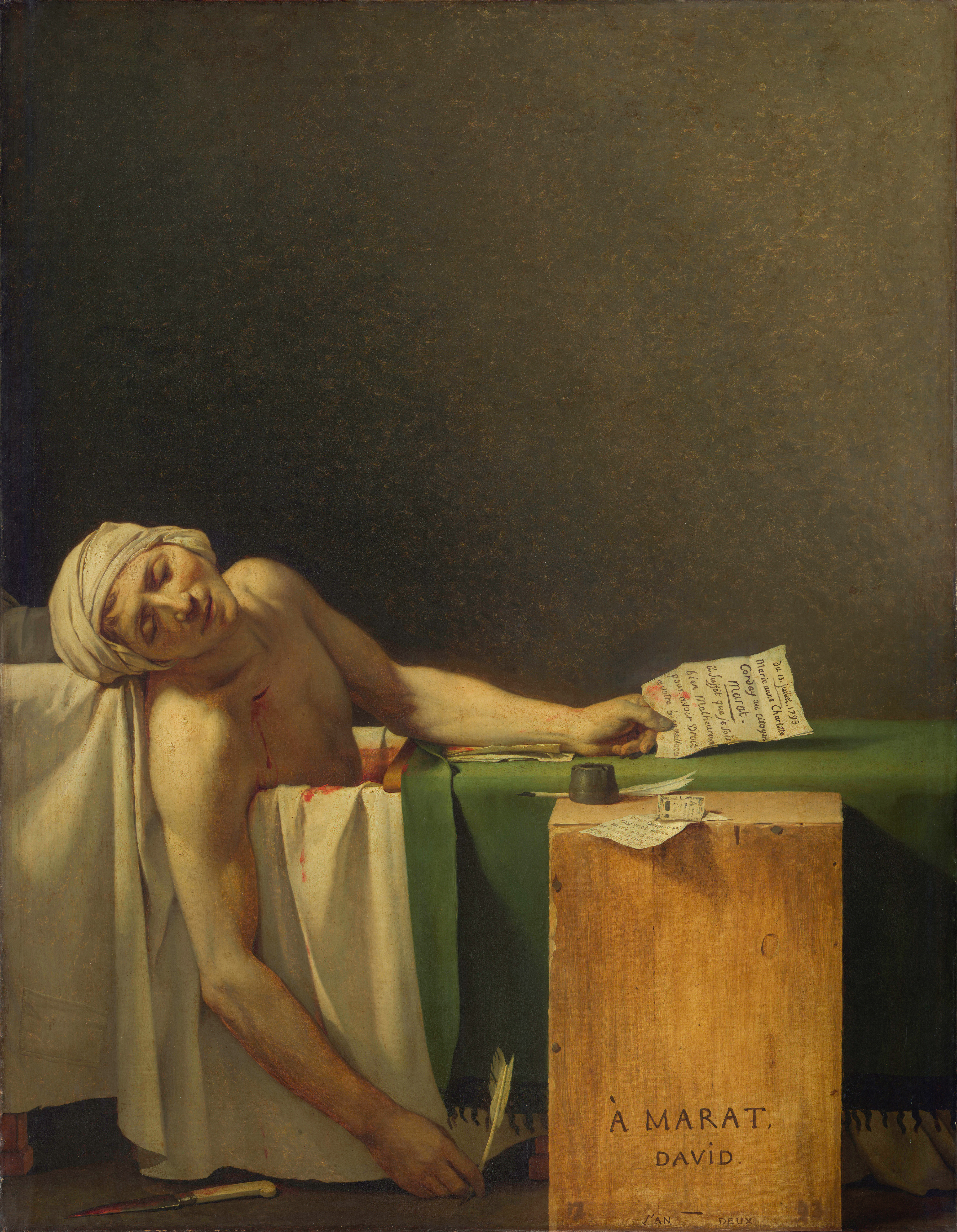
Maratova smrt (1793)
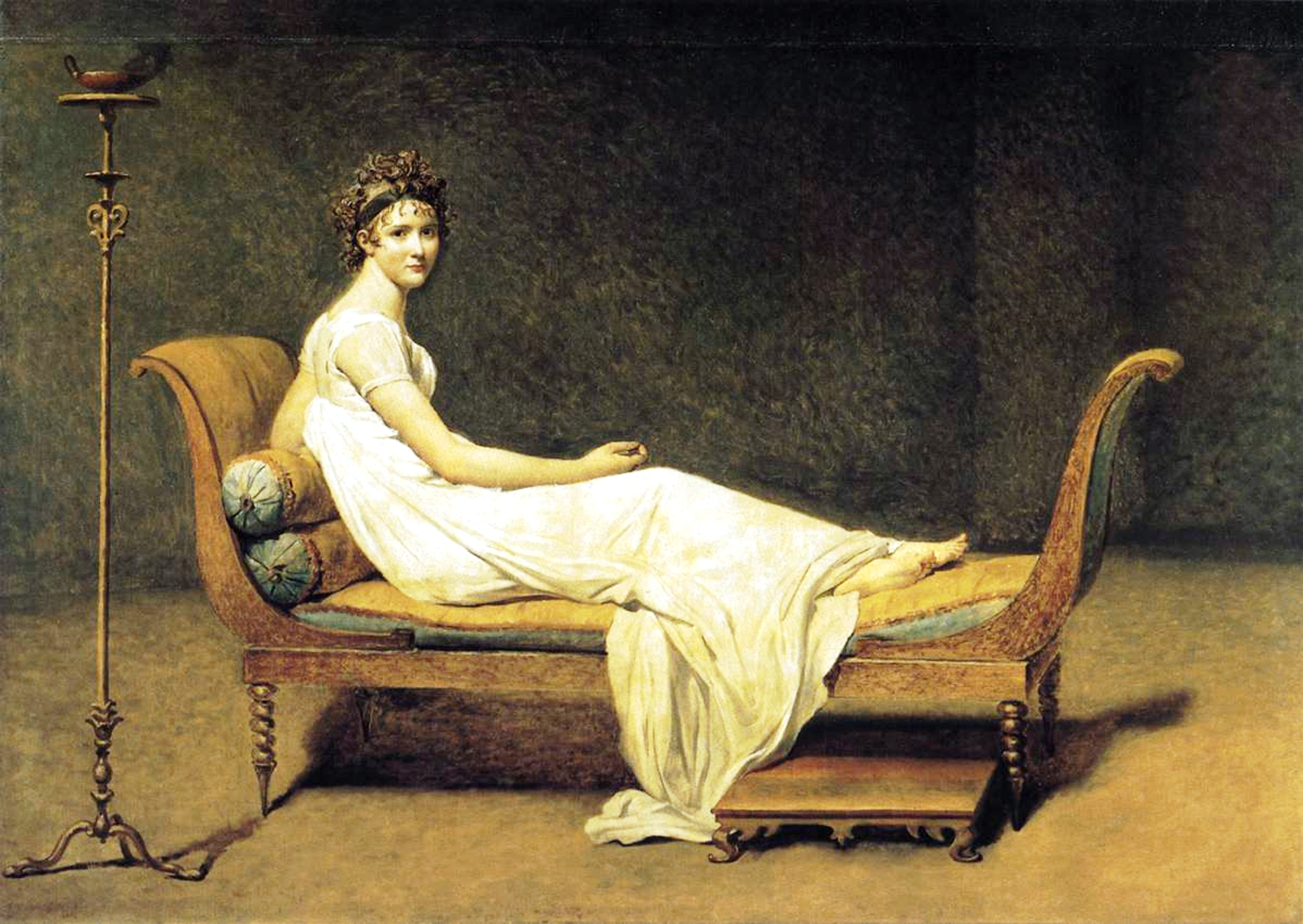
Madame Récamierová (1800)
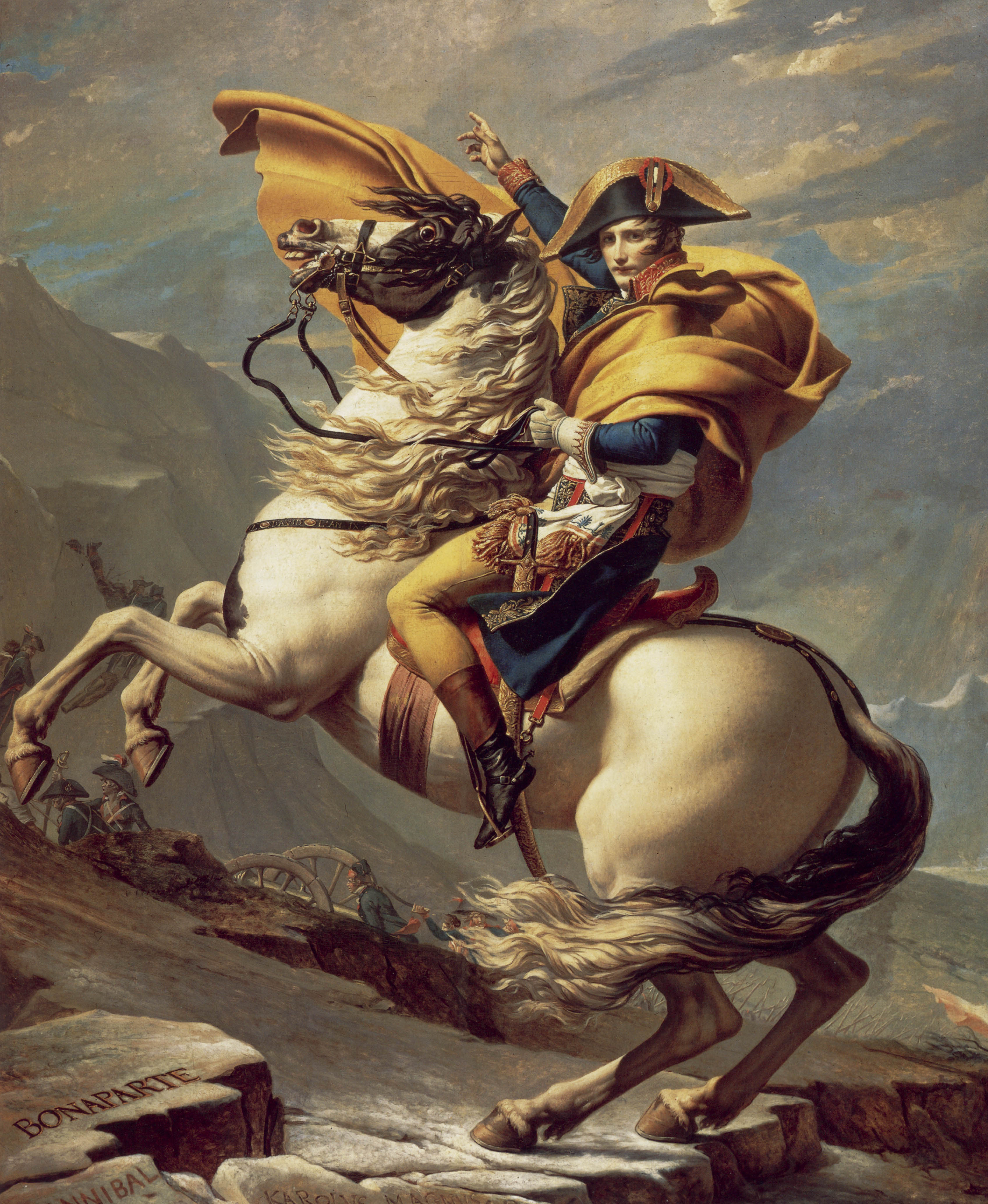
Napoleon překračující Alpy (1801)
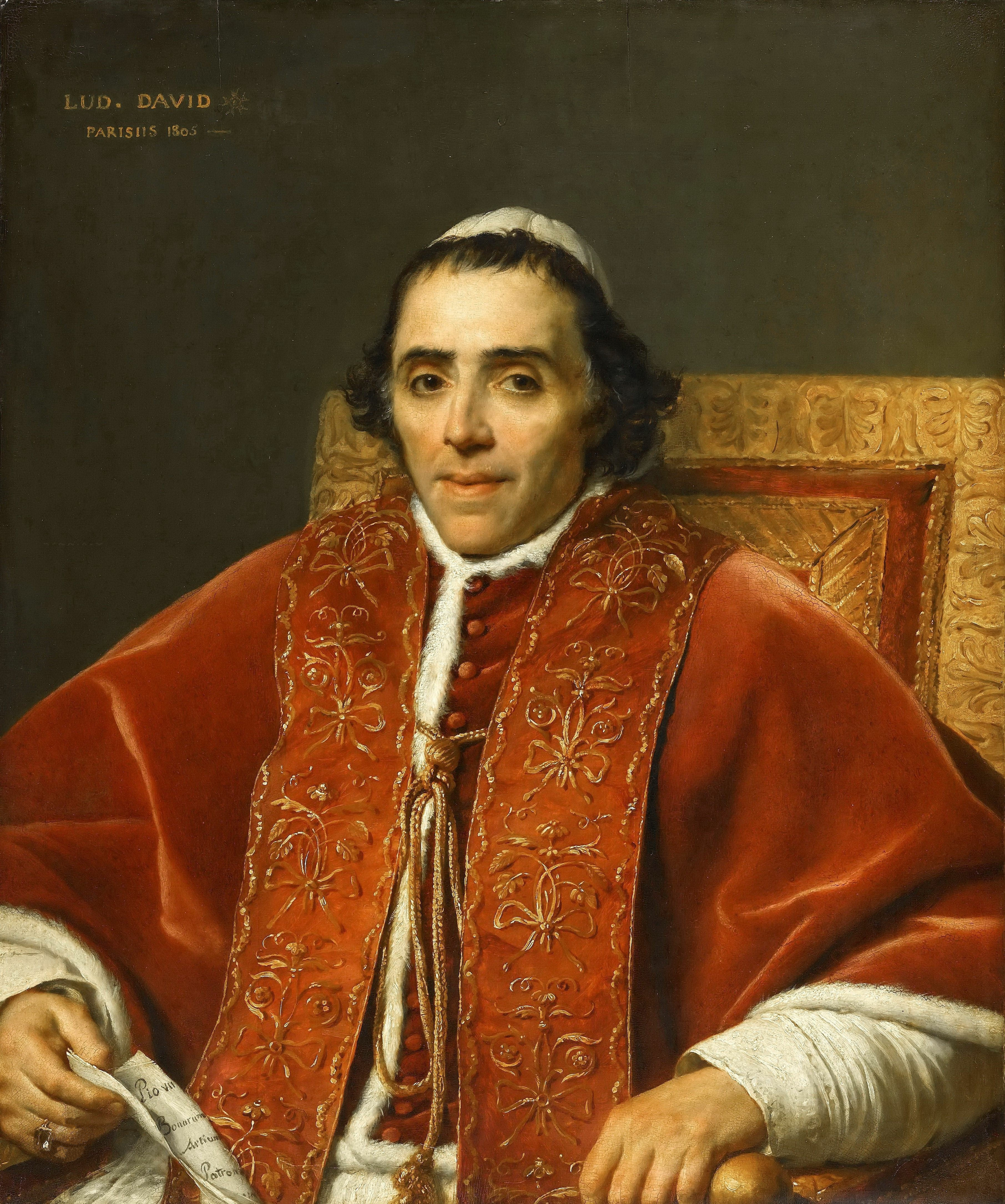
Portrét papeže Pia VII. (1805)
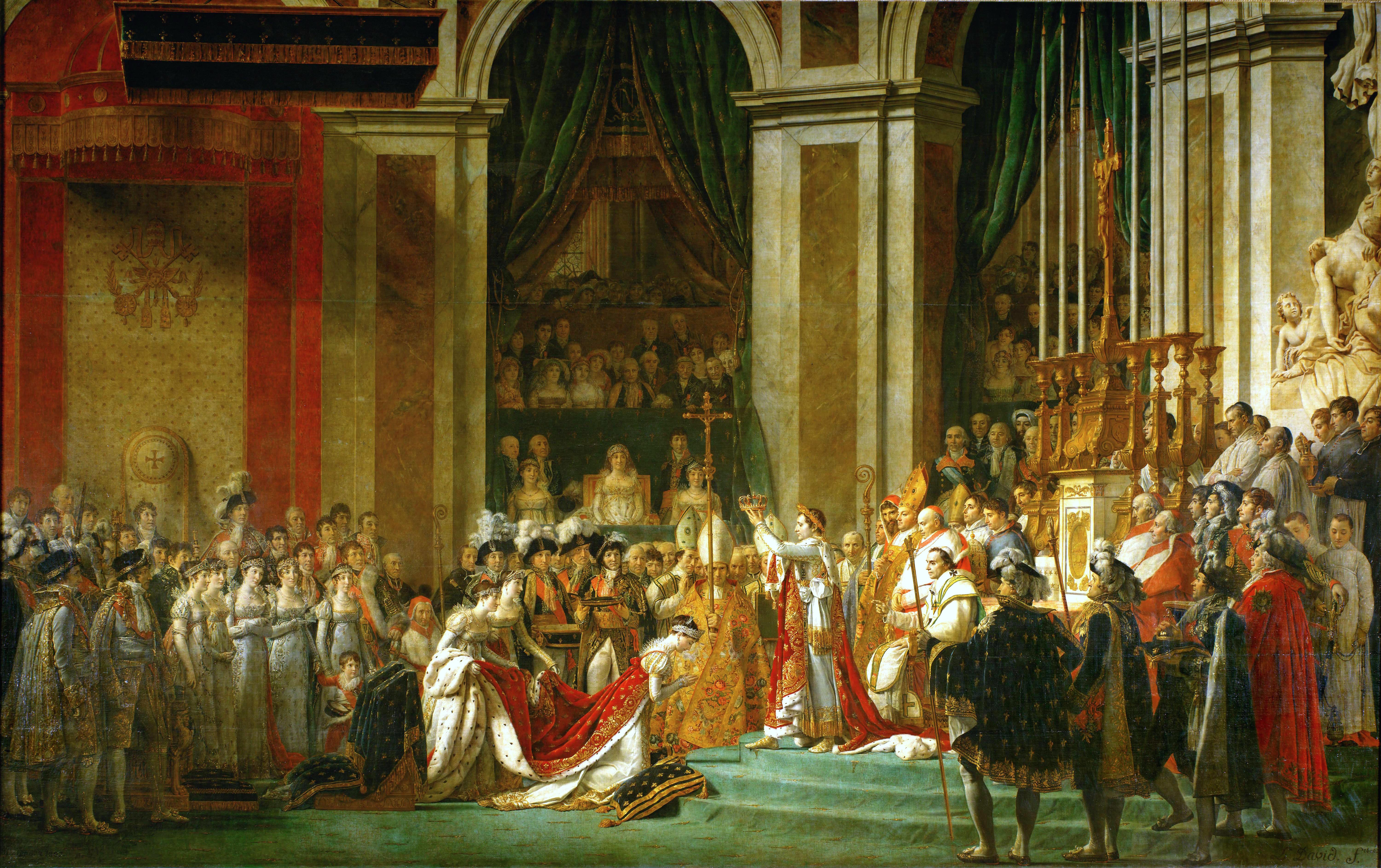
Napoleonova korunovace, (1806)
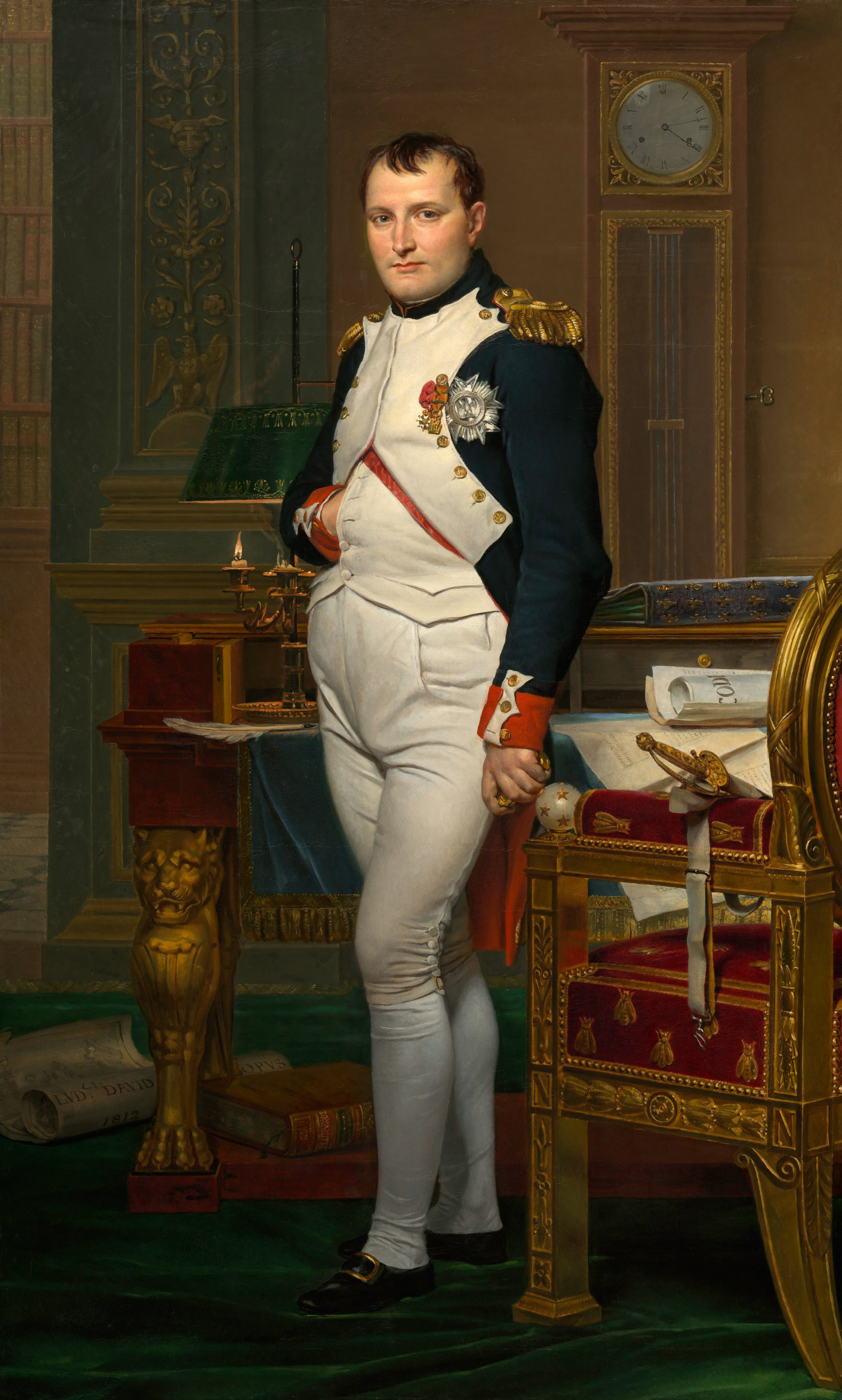
Napoleon ve své pracovně (1812)
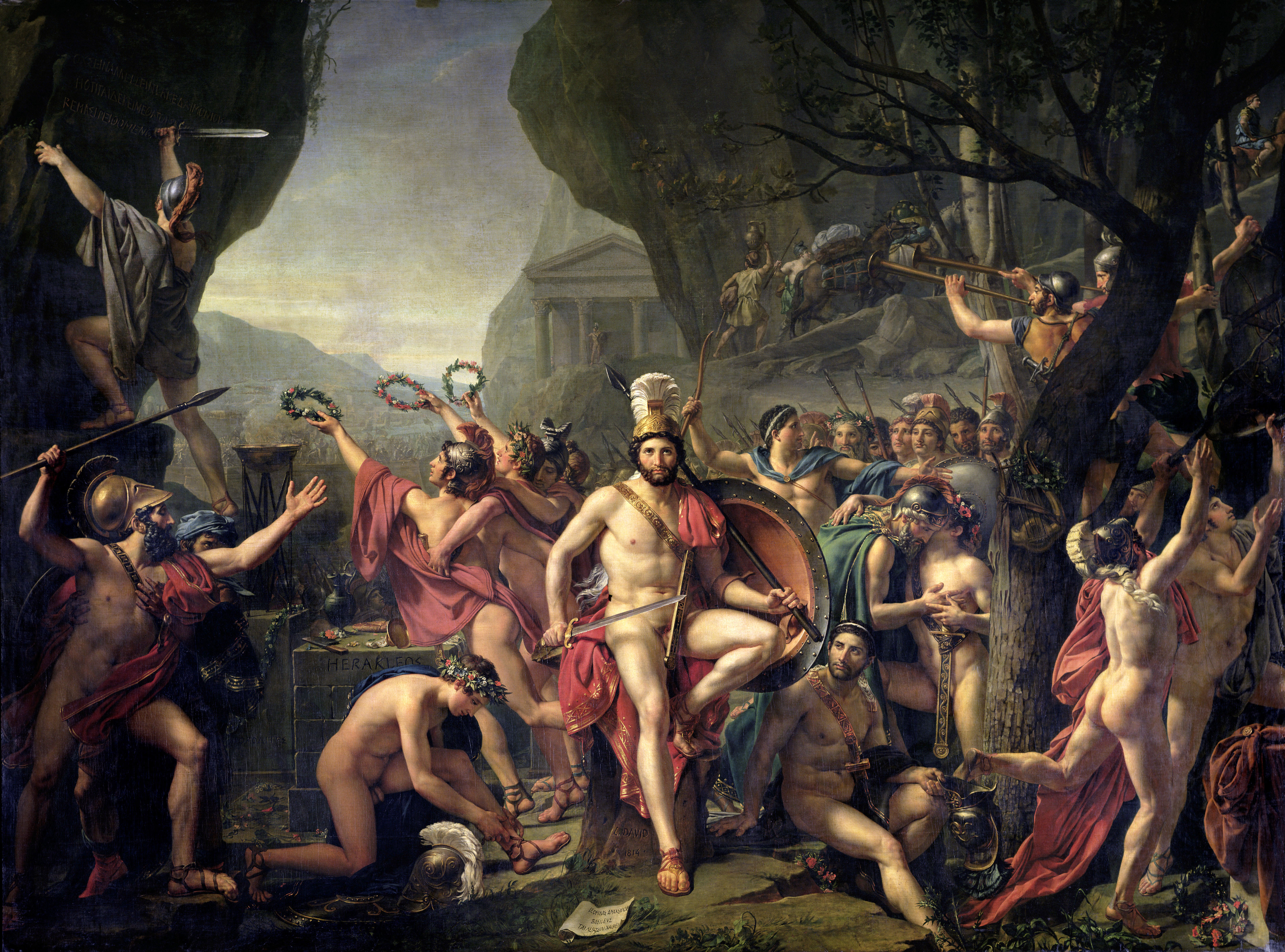
Leónidás u Thermopyl (1814)
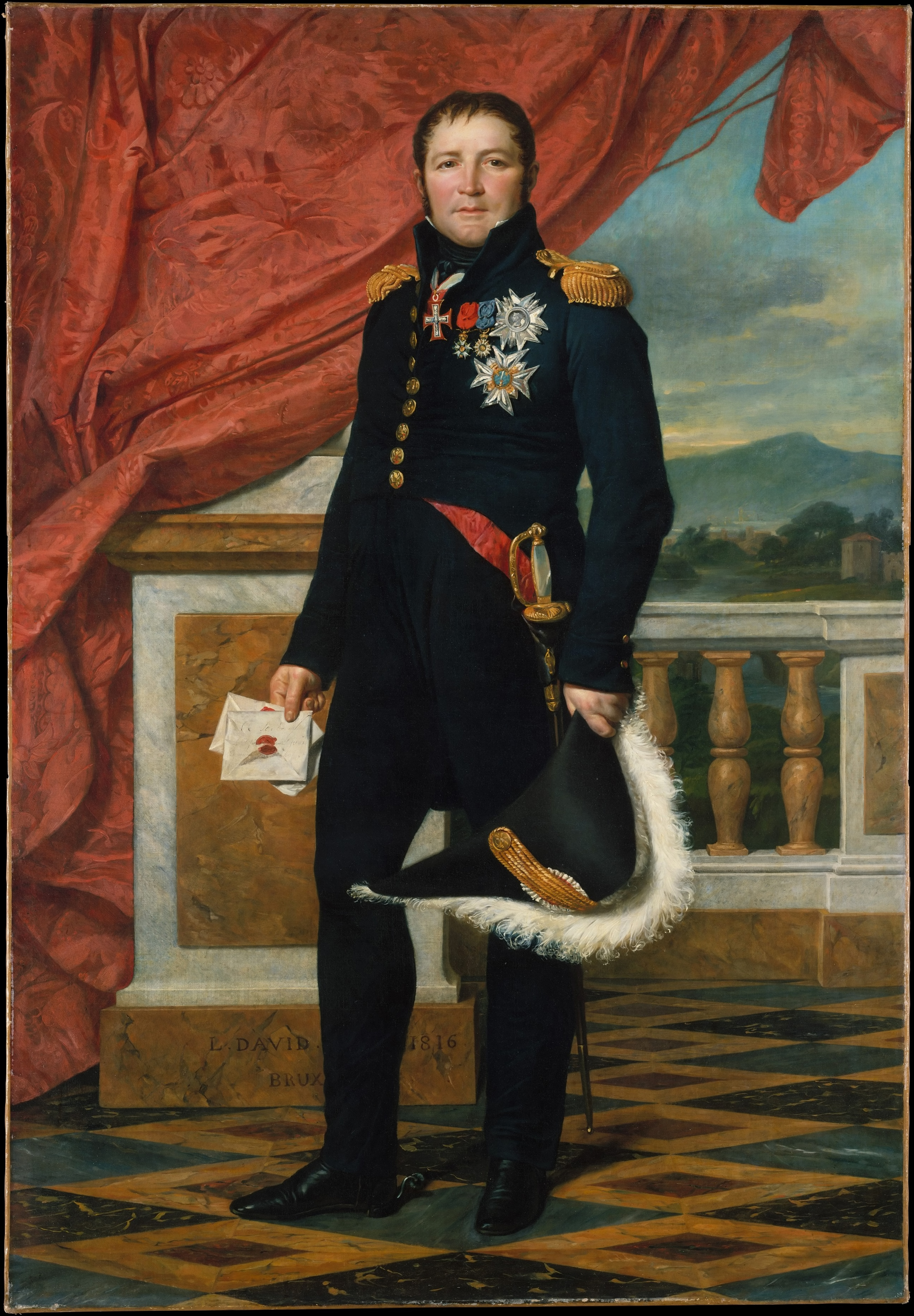
Étienne-Maurice Gérard (1816)
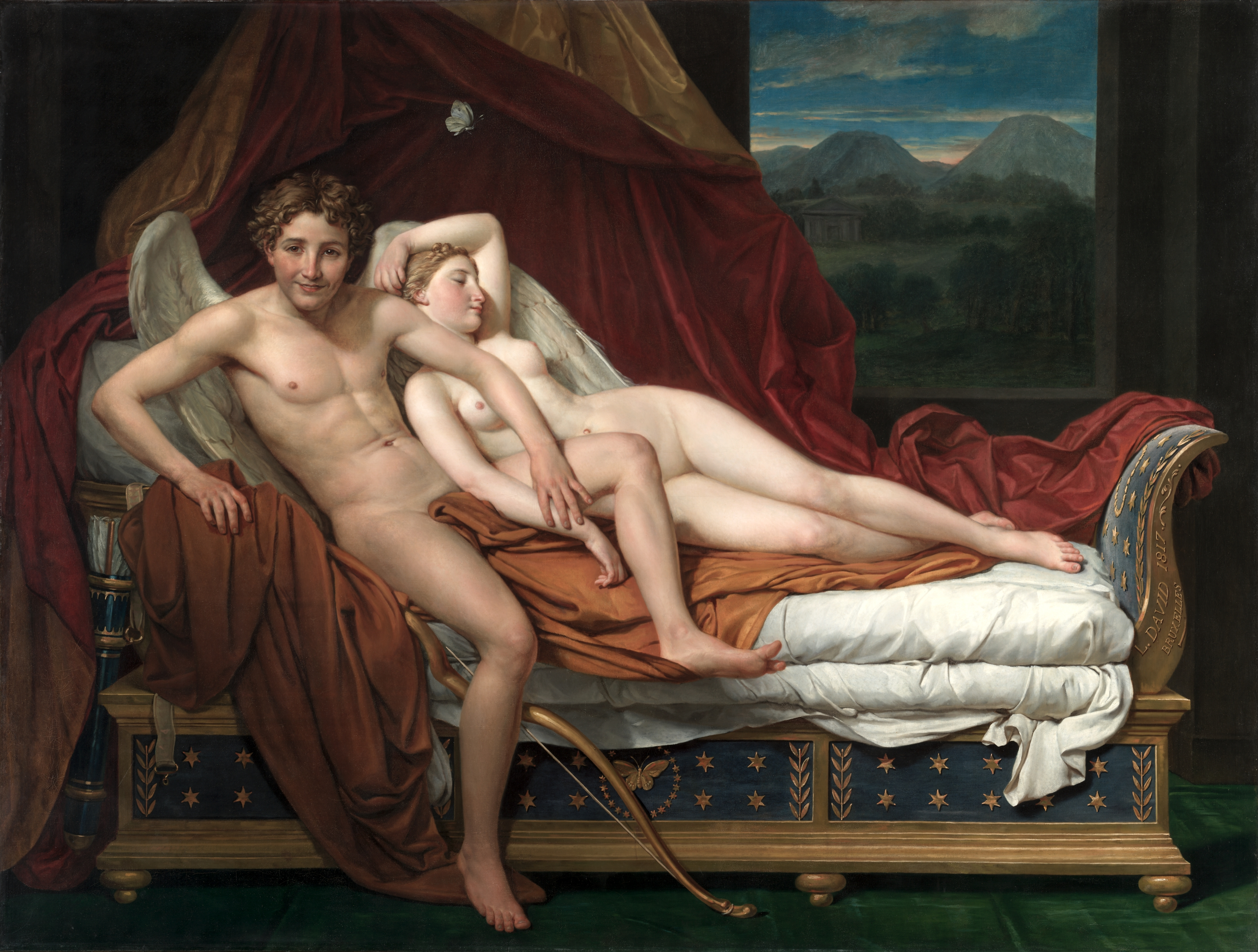
Kupido a Psýché (1817)
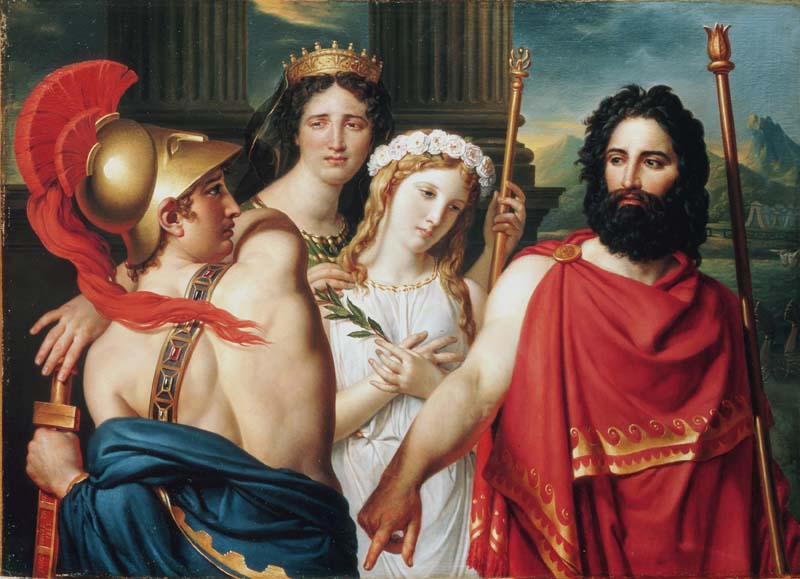
Vyslanci Achillovi (1825)

## Zajímavost
Jeho socha je jednou ze 146 soch umístěných na fasádě budovy Hôtel de ville de Paris.